# 呼鲁斯太站
呼鲁斯太站，位于中华人民共和国内蒙古自治区阿拉善盟阿拉善左旗宗别立镇，邮政编码753421，建于1966年，是平汝铁路的一个车站。距石嘴山站49公里，离汝箕沟站33公里。该站隶属中国铁路兰州局集团银川车务段。办理旅客乘降和货运业务（办理整车，不办理危险货物发到），为四等车站，本站及相邻上下行区间均为电气化区段。